# Nina dei lupi
Nina dei lupi és una pel·lícula italiana del 2023 dirigida per Antonio Pisu i basada en la novel·la homònima del 2011 d'Alessandro Bertante. Ha estat subtitulada al català.
La pel·lícula es va presentar el 30 d'agost de 2023 a la Giornate degli autori de la 80a Mostra Internacional de Cinema de Venècia, com a pel·lícula d'obertura, i es va estrenar als cinemes italians l'endemà.

## Argument
Una tempesta solar sobtada fa que tots els dispositius electrònics del planeta restin inutilitzables. El mateix dia, un nadó acaba de néixer prop d'un petit poble perdut a les muntanyes i es diu Nina.

## Repartiment
- Sara Ciocca: Nina
- Sergio Rubini: Fosco
- Sandra Ceccarelli: Diana
- Cesare Bocci: Alfredo
- Davide Silvestri: Alessio
- Tiziana Foschi: Betta
- Caterina Gabanella: Giovanna
- Fabio Ferrari: padre Giorgio
- Paolo Rossi Pisu: Ardeo
- Tommaso Di Marco: Luca

## Producció
La pel·lícula es va rodar principalment a Trentino, entre Ala i Vallarsa, durant els mesos d'octubre i novembre de 2022.

## Distribució
La pel·lícula es va estrenar als cinemes italians el 31 d'agost de 2023 per Genoma Films.

## Premis
- 2023 - Festival Internacional de Cinema de Venècia[6]
  - Premi NuovoIMAIE Talent Award a Sara Ciocca